# Leptogaster freyi
Leptogaster freyi là một loài ruồi trong họ Asilidae. Leptogaster freyi được Bromley miêu tả năm 1951.